# San Francisco 49ers 1962
La stagione 1962 dei San Francisco 49ers è stata la 12ª della franchigia nella National Football League. Nel primo turno del Draft scelsero il futuro membro della Pro Football Hall of Fame Lance Alworth ma questi preferì firmare con i San Diego Chargers della American Football League.

## Partite

### Stagione regolare
| Turno | Data       | Avversario             | Risultato | Pubblico |
| ----- | ---------- | ---------------------- | --------- | -------- |
| 1     | 16/9/1962  | Chicago Bears          | S 30–14   | 46,052   |
| 2     | 23/9/1962  | at Detroit Lions       | S 24–45   | 51,032   |
| 3     | 30/9/1962  | Minnesota Vikings      | V 21–7    | 38,407   |
| 4     | 7/10/1962  | at Baltimore Colts     | V 21–13   | 54,148   |
| 5     | 14/10/1962 | at Chicago Bears       | V 34–27   | 48,902   |
| 6     | 21/10/1962 | at Green Bay Packers   | S 31–13   | 46,012   |
| 7     | 28/10/1962 | Los Angeles Rams       | S 28–14   | 51,033   |
| 8     | 4/11/1962  | Baltimore Colts        | S 22–3    | 44,875   |
| 9     | 11/11/1962 | Detroit Lions          | S 38–24   | 43,449   |
| 10    | 18/11/1962 | at Los Angeles Rams    | V 24–17   | 42,554   |
| 11    | 25/11/1962 | at St. Louis Cardinals | V 24–17   | 17,532   |
| 12    | 2/12/1962  | at Minnesota Vikings   | V 35–12   | 33,076   |
| 13    | 9/12/1962  | Green Bay Packers      | S 31–21   | 53,769   |
| 14    | 15/12/1962 | Cleveland Browns       | S 13–10   | 35,274   |